# Seveskollan
Seveskollan är den undre av Seve- och Köli-skollorna, som i sin tur är den övre skollberggrunden i den Skandinaviska fjällkedjan, som representerar den yttersta kontinentkanten och övergången till oceanskorpa. Seveskollorna består till stor del av gnejser och amfiboliter.

## Namn
Beteckningen 'Seveskollan' kommer från 'Seveberget' som är ett gammalt namn på gränsfjällen mellan Sverige och Norge. Detta kommer i sin tur från 'Seve Mons' som är namnet som Plinius den äldre gav till fjellkedjan mellan Norge och Sverige.